# Collegium Primae Philosophiae in Urbe
Fondata a Roma, il 28 gennaio 2015, "'Collegium Primae Philosophiae in Urbe"' è un'istituzione filosofica per la cooperazione internazionale. Dalla fondazione dell'Istituto sono stati completati progetti su filosofia sociale, filosofia dell'economia, filosofia politica e metafisica. L'attenzione principale attuale è un BOINC - progetto su logica e un citizen science - progetto su ontologia. Vengono annunciati progetti su teologia naturale e filosofia della musica.